# Rtari
Rtari (en serbe cyrillique : Ртари) est un village de Serbie situé dans la municipalité de Lučani, district de Moravica. Au recensement de 2011, il comptait 206 habitants.

## Démographie
| 1948 | 1953 | 1961 | 1971 | 1981 | 1991 | 2002 | 2011 |
| ---- | ---- | ---- | ---- | ---- | ---- | ---- | ---- |
| 751  | 712  | 627  | 511  | 437  | 343  | 282  | 206  |

|  |